# Cheromettia apicata
Cheromettia apicata är en fjärilsart som beskrevs av Moore 1879. Cheromettia apicata ingår i släktet Cheromettia och familjen snigelspinnare. Inga underarter finns listade i Catalogue of Life.